# Orlik (szybowiec)
Orlik – polski szybowiec wyczynowy z okresu międzywojennego.

## Historia
Szybowiec Orlik został zaprojektowany przez inż. Antoniego Kocjana w 1936 roku z przeznaczeniem do startu w zawodach szybowcowych organizowanych w następnym roku w Rhön-Wasserkuppe w Niemczech. Przy jego projektowaniu konstruktor wykorzystał doświadczenia z prac nad szybowcem Mewa.
W 1936 w warszawskich Warsztatach Szybowcowych rozpoczęto budowę prototypu, którą ukończono na początku 1937. Szybowiec otrzymał nazwę Orlik I i znaki rejestracyjne SP-861. Został oblatany przez Szczepana Grzeszczyka. Następnie został przekazany do Instytutu Technicznego Lotnictwa na szczegółowe badania, loty testowe wykonywał na nim Roland Kalpas.
Po pozytywnych testach w ITL zbudowano kolejny egzemplarz, który otrzymał znaki rejestracyjne SP-1002. Oba szybowce wystartowały w Międzynarodowych Zawodach Szybowcowych w Rhön-Wasserkuppe, bły pilotowane przez Bolesława Baranowskiego (SP-861) i Stanisława Brzezinę (SP-1002), którzy zajęli odpowiednio 7. i 12. miejsce. Polska drużyna, dzięki sukcesom Orlików, została sklasyfikowana na drugim miejscu.
W lipcu 1937 Warsztaty Szybowcowe zbudowały kolejne 4 egzemplarze Orlika I, które otrzymały znaki rejestracyjne od SP-1080 do SP-1083. W sierpniu sześć szybowców wystartowało w V Krajowych Zawodach Szybowcowych w Inowrocławiu. Pierwsze egzemplarze Orlika I otrzymały wyczynowe szkoły szybowcowe – Bezmiechowa, Sokola Góra i Tęgoborze.
Na podstawie doświadczeń z dotychczasowej eksploatacji konstruktor opracował udoskonaloną wersję szybowca, która otrzymała nazwę Orlik II. Prototyp, oznaczony numerem rejestracyjnym SP-1122, został oblatany wiosną 1938. W czerwcu i lipcu wyprodukowano cztery egzemplarze tej wersji, kolejne pięć zbudowano jeszcze w 1939. W nowej wersji zwiększono rozpiętość płata do 15 metrów, tym samym wzrosła powierzchnia nośna. Przekonstruowano przód kadłuba, poprawiony został obrys kabiny pilota. Zmieniony został kształt steru kierunku, ster wysokości został zamontowany na kadłubie. Dodano hamulce aerodynamiczne opracowane w Instytucie Aerodynamicznym w Warszawie, które zostały zamocowane przy krawędzi natarcia na spodniej powierzchni płata. Tak umieszczone hamulce pozwalały na znaczne zwiększenie bezpieczeństwa w lotach chmurowych, natomiast nie zmieniały charakterystyk szybowca w zakresie niskich prędkości, np. przy podejściu do lądowania.
Podczas VI Krajowych Zawodów Szybowcowych w 1938 w Masłowie wystawiono 6 szybowców Orlik I i 5 Orlik II. Szybowce drugiej wersji dotarły na miejsce startu w  ostatniej chwili, laszowanie pilotów następowało już w Masłowie. Podczas zawodów Kazimierz Plenkiewicz na szybowcu Orlik II zajął pierwsze miejsce, Jan Kawalec czwarte, a Andrzej Kozieł szóste. Podczas tych zawodów doszło do pierwszej katastrofy Orlika I. Szybowiec, pilotowany przez Eugeniusza Makowskiego, rozsypał się w locie chmurowym a pilot zginął.
W 1938 ogłoszony został przez Internationale Studienkommission für motorlosen Flug (ISTUS) konkurs na szybowiec, który miał stanowić standardowy sprzęt podczas igrzysk olimpijskich w Helsinkach w 1940. Antoni Kocjan dokonał modyfikacji Orlika II zgodnie z postawionymi wymogami. Główne zmiany konstrukcyjne polegały na dodaniu skuteczniejszych hamulców aerodynamicznych ograniczających prędkość nurkowania do 200 km/h oraz uszczelnieniu kadłuba i płata tak, aby szybowiec zachował pływalność w razie wodowania. Nowa konstrukcja otrzymała oznaczenie Orlik III (funkcjonowała również pod nazwą Orlik Olimpijski). Do konkursu, poza polską konstrukcją, zgłoszono cztery szybowce niemieckie, dwa włoskie oraz jeden szwajcarski. Do ostatecznego porównania zakwalifikowano polskiego Orlika III i niemiecki DFS Olympia Meise. Badania w locie przeprowadzono w lutym 1939 we Włoszech na lotnisku Sezze Littorio. Na skutek nacisków politycznych ze strony III Rzeszy w konkursie zwyciężyła konstrukcja niemiecka.
Wiosną 1939 Ministerstwo Komunikacji i Liga Obrony Powietrznej i Przeciwgazowej zamówiły serię kilkunastu Orlików Olimpijskich z zamiarem wykorzystania ich w szkoleniu. Szybowce miały być dostarczone latem 1939, jednakże wybuch II wojny światowej to uniemożliwił. Zbudowane dotychczas egzemplarze były intensywnie użytkowane w aeroklubach z bardzo dobrymi wynikami. 13 sierpnia 1939 Tadeusz Góra na szybowcu Orlik II wykonał przelot docelowy na odległość 304,1 km z Polichna do Bydgoszczy.

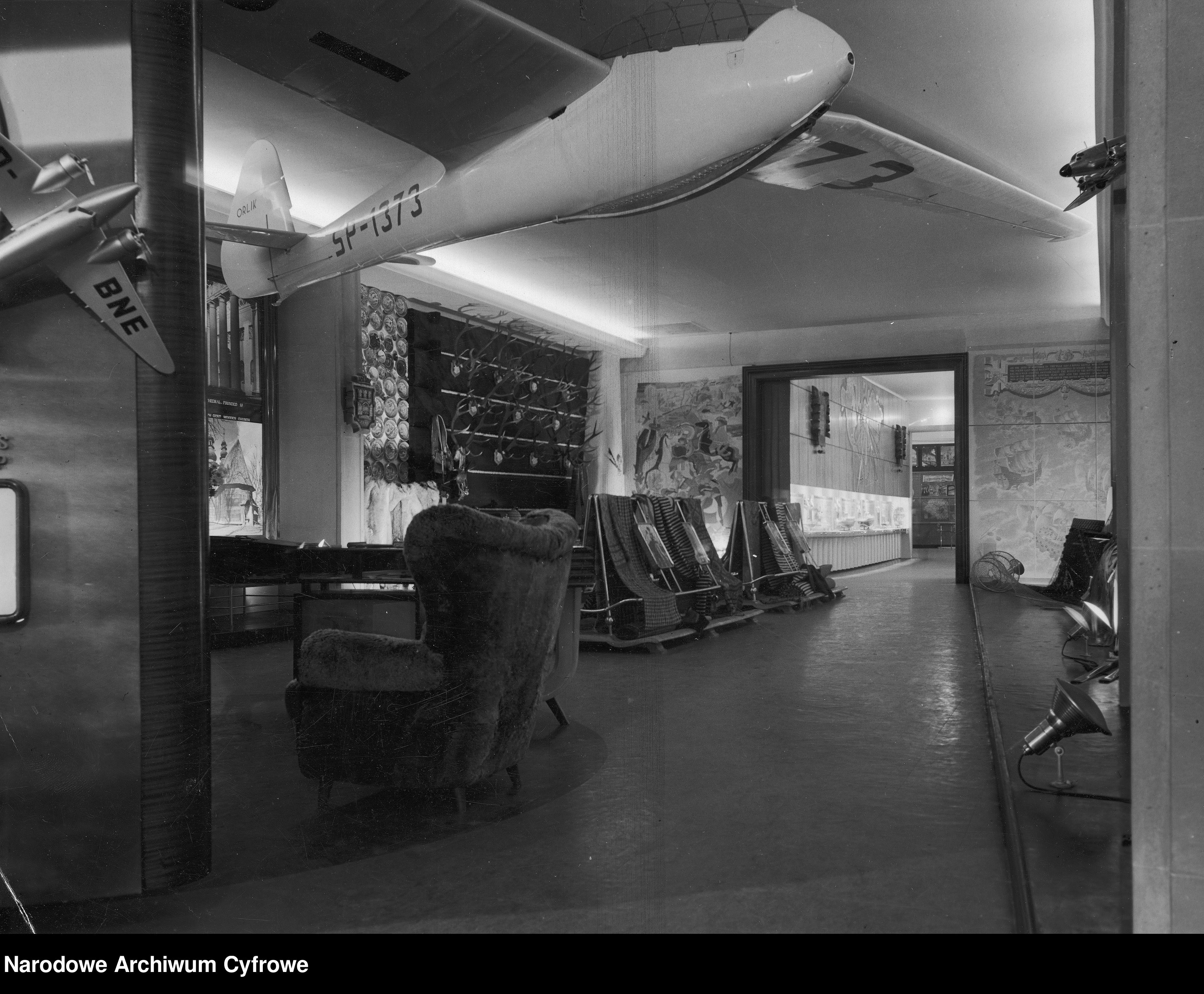
Orlik II na Wystawie Światowej

Jeden egzemplarz Orlika II o znakach rejestracyjnych SP-1376 został wysłany na Wystawę Światową do Nowego Jorku, gdzie był prezentowany w polskim pawilonie od 30 kwietnia 1939. Wybuch wojny uniemożliwił jego transport powrotny do kraju. Został zakupiony przez Władysława Żbikowskiego, który przekazał go do Detroit Glider Council. Od stycznia 1942 szybowiec był wykorzystywany przez United States Air Force do szkolenia pilotów szybowców transportowych. W późniejszym okresie szybowiec zakupił Clarence See, a od 1947  jego właścicielem był Paul Mc Cready, który dwukrotnie zwyciężył na nim w National Soaring Contest. 31 grudnia 1948 ustalił na nim światowy rekord wysokości wynikiem 9600 metrów. Od 1975 jego właścicielem stał się inż. Serafin, który wyremontował szybowiec do stanu lotnego i doprowadził do jego ponownego oblatania w 1980 roku. Szybowiec w trakcie eksploatacji został poddany drobnym zmianom konstrukcyjnym – podwyższono ster wysokości, osłona kabiny została wymieniona na bezszkieletową. W USA latał ze znakami rejestracyjnymi NX23727 oraz N23727. W stanie lotnym brał udział w 1995 w zlocie zabytkowych szybowców w Elmirze. Obecnie eksponowany w National Soaring Museum w Elmirze (w stanie Nowy York, USA), wypożyczony od rodziny Dale'a Busque.  

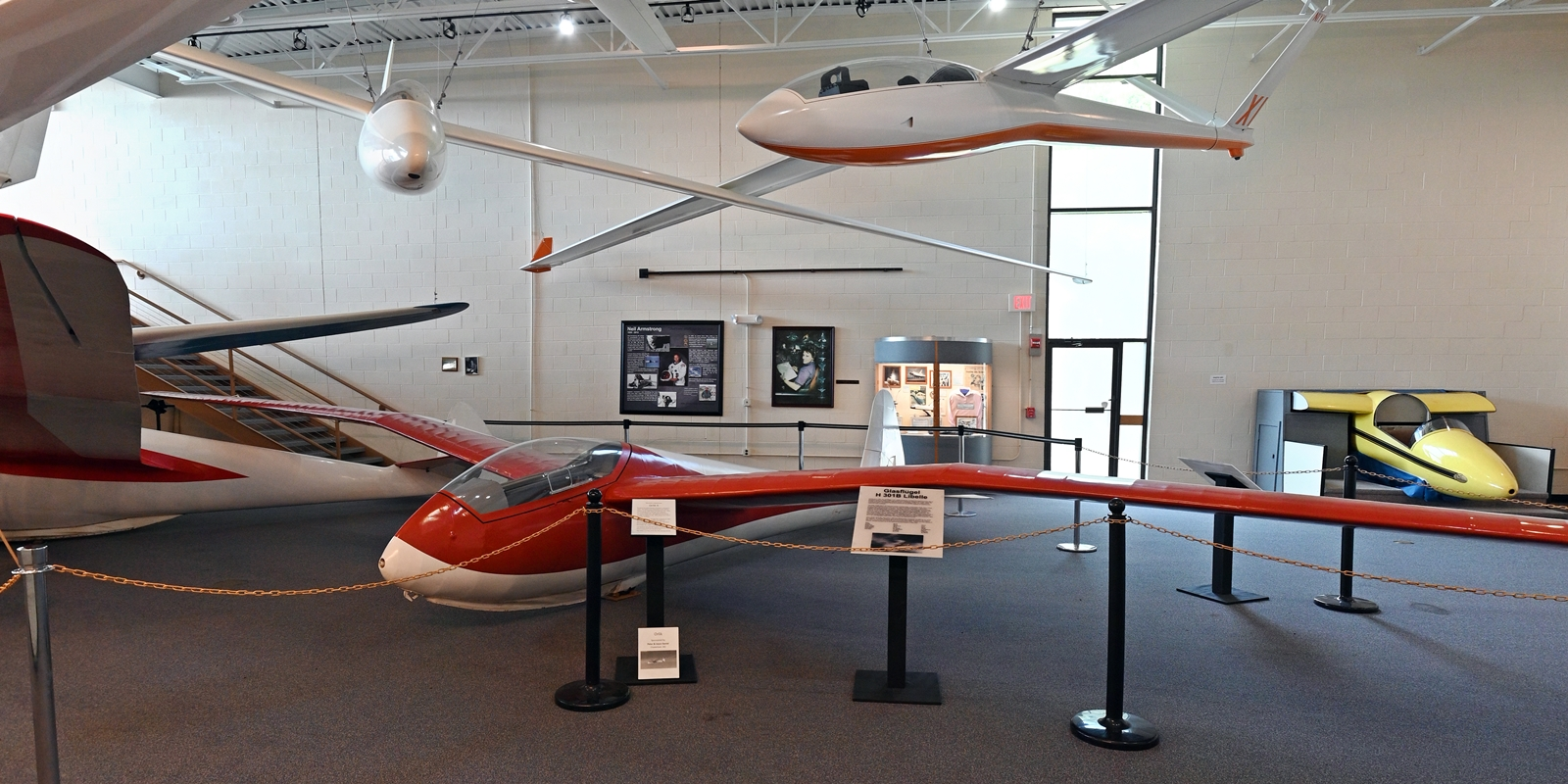
Orlik II w National Soaring Museum, Elmira, USA (2023).

Na ziemiach polskich II wojnę światową przetrwał jeden egzemplarz Orlika I ukryty w gospodarstwie rolnym rodziny Dzień w Bielsku. W 1946 został wyremontowany w Instytucie Szybownictwa. 16 lipca 1946 został zarejestrowany ze znakami SP-268 i nazwą własną „Warszawianin". We wrześniu został zaprezentowany na Ogólnopolskim Święcie Lotnictwa w Bydgoszczy, gdzie Adam Zientek wykonał na nim pokaz akrobacji. 
W październiku został użyty w pierwszej wyprawie doświadczalnej Instytutu Szybownictwa mającej na celu zapoznania się ze zjawiskami fal wymuszonych przez teren górski (wiatr halny - chmury stojące) i ruchami falowymi powietrza. Adam Zientek z lotniska w Aleksandrowicach wykonał dwa udane loty falowe na tym szybowcu. 21 października 1946, po uzyskaniu wysokości 2600 m, na skutek błędnego działania zakrętomierza wystąpił flatter lotek. Konstrukcja szybowca rozpadła się, pilot uratował się skacząc ze spadochronem.

## Dane techniczne wersji
|                                                  | Jednostka | Orlik I | Orlik II | Orlik III |
| Rozpiętość                                       | m         | 14,4    | 15,0     | 15,0      |
| Długość                                          | m         | 6,3     | 6,3      | 6,3       |
| Wysokość                                         | m         | 1,5     | 1,5      | 1,5       |
| Powierzchnia nośna płata                         | m2        | 14,1    | 14,8     | 14,8      |
| Wydłużenie                                       |           | 14,7    | 15,2     | 15,2      |
| Ciężar własny                                    | kg        | 148     | 160      | 168       |
| Ciężar użyteczny                                 | kg        | 85      | 85       | 95        |
| Ciężar całkowity                                 | kg        | 223     | 245      | 263       |
| Obciążenie powierzchni                           | kg/m2     | 16,5    | 16,5     | 17,7      |
| Doskonałość przy prędkości optymalnej            | km/h      | 24,5 68 | 25,5 68  | 26,5 69   |
| Opadanie minimalne przy prędkości ekonomicznej   | m/s km/h  | 0,65 57 | 0,67 57  | 0,70 53   |
| Opadanie przy prędkości 100 km/h                 | m/s       | 1,7     | 1,5      | 1,4       |
| Prędkość minimalna                               | km/h      | 50      | 50       | 53        |
| Prędkość graniczna na hamulcach aerodynamicznych | km/h      | -       | -        | 200       |
| Dopuszczalna prędkość nurkowania                 | km/h      | -       | 200      | 220       |
| Współczynnik obciążenia dopuszczalnego           |           | -       | 5,9      | 5,9       |
| Współczynnik obciążenia niszczącego              |           | -       | 10       | 10        |

- Dane na podstawie: Andrzej Glass, Polskie konstrukcje lotnicze 1893-1939[19]

## Konstrukcja
Jednomiejscowy szybowiec wyczynowy konstrukcji drewnianej w układzie wolnonośnego średniopłata.
Kadłub o przekroju eliptycznym, konstrukcji półskorupowej z pokryciem wykonanym ze sklejki brzozowej. Osłona kabiny ze szkieletem wykonanym z rurek metalowych, otwierana na prawą stronę, z możliwością awaryjnego zrzutu. Tablica przyrządów wyposażona w prędkościomierz, wysokościomierz, wariometr, busolę, zakrętomierz i chyłomierz podłużny. Fotel pilota dostosowany do spadochronu plecowego. Z przodu kadłuba znajdował się hak do startu z lin gumowych i zaczep do holu za samolotem.
Płat jednodźwigarowy dwudzielny o trapezowym obrysie, z profilem podwójnie wypukłym IAW. W wersjach Orlik II i Orlik III dodano  na dolnej powierzchni skrzydła hamulce aerodynamiczne IAW. Do dźwigara kryte sklejką, dalsza część płótnem. Wyposażony w dwuczęściowe lotki o napędzie linkowym.
Usterzenie klasyczne, krzyżowe. Statecznik pionowy stanowił integralną część kadłuba. Stateczniki poziome wolnonośne, w Orliku I mocowane do kadłuba, w pozostałych wersjach mocowane do statecznika pionowego. Stateczniki do dźwigara kryte sklejką, dalsza część płótnem. Napęd sterów linkowy. Podwozie jednotorowe z przednią płozą jesionową amortyzowaną dętką, płoza ogonowa stalowa.

## Malowanie
Prototypy były pomalowane na kolor kremowy z czerwonym przodem kadłuba przechodzącym w pas wzdłuż kadłuba. Na czerwono były również pomalowane krawędzie natarcia skrzydła. Orliki I były malowane na kremowo, Orliki II i Orliki III na popielatoniebiesko. Orlik I po remoncie w Instytucie Szybownictwa był pomalowany na kremowo-wiśniowo, na przodzie kadłuba miał skośnie umieszczony napis „Warszawianin” oraz logo Instytutu Szybownictwa na sterze kierunku. Egzemplarz Orlika II użytkowany w Stanach Zjednoczonych miał czerwone krawędzie płatów oraz usterzenia i taki sam pas wzdłuż kadłuba.